# Byglandsfjord Station
Byglandsfjord Station (Byglandsfjord stasjon) var en jernbanestation på Setesdalsbanen, der lå i Bygland kommune i Norge. Den var endestation for Setesdalsbanen fra Grovane.
Stationen åbnede 27. november 1896 sammen med banen, der oprindeligt gik fra Kristiansand via Grovane til Byglandsfjord. Strækningen mellem Kristiansand og Grovane blev ombygget og indgik i Sørlandsbanen. Resten af banen til Byglandsfjord blev nedlagt 2. september 1962 som den af sidste af NSB's baner med sporvidden 1067 mm.
Stationsbygningen er i dragestil og blev opført i 1895 efter tegninger af Paul Due. Den benyttes pr. 2011 som bibliotek. Hele stationsområdet blev fredet i 2002 i henhold til kulturminnelovens paragraf om områdefredning. Fredningen omfatter både stationsbygningen indvendig og udvendig, toiletbygning, remise, pakhus, perron og læsserampe samt et område omkring stationen. Stationen er valgt som Bygland kommunes tusindårssted.